# Янувка (Зомбковицький повіт)
Янувка (пол. Janówka) — село в Польщі, у гміні Цепловоди Зомбковицького повіту Нижньосілезького воєводства.
Населення — 124 особи (2011).
У 1975-1998 роках село належало до Валбжиського воєводства.

## Демографія
Демографічна структура станом на 31 березня 2011 року:
|          | Загалом | Допрацездатний вік | Працездатний вік | Постпрацездатний вік |
| -------- | ------- | ------------------ | ---------------- | -------------------- |
| Чоловіки | 70      | 15                 | 44               | 11                   |
| Жінки    | 54      | 11                 | 30               | 13                   |
| Разом    | 124     | 26                 | 74               | 24                   |